# Edrioblastoidea
Classe
Synonymes
ordre †Edrioblastoida Fay, 1962 dans la classe †Edrioasteroidea
Edrioblastoidea est une classe éteinte d'échinodermes faisant partie du sous-embranchement des Echinozoa.

## Sous-taxons
Selon Fossilworks (site consulté le 9 mars 2021):
- Ordre †Pentacystida Jaeckel, 1918
  - Famille †Steganoblastidae Bather, 1900
    - Genre †Astrocystides Whiteaves, 1897
- Genre  †Cambroblastus Smith & Jell, 1990